# ねごとの穴
『ねごとの穴』（ねごとのあな）は、1998年10月12日から1999年9月27日まで朝日放送テレビ（ABCテレビ）で放送されたトーク・音楽番組。放送時間は毎週月曜 24:39 - 25:34 (JST) 、特別番組の編成時や『大相撲ダイジェスト』『熱闘甲子園』などが放送される時には遅延放送になる場合もあった。

## 出演者
- 笑福亭鶴瓶
- 池畑慎之介
- 原田伸郎

## スタッフ
- プロデューサー：東浦陸夫（ABC）、西美和（松竹芸能）
- チーフプロデューサー：松田安啓（ABC）
- 協力：リバーボトル、大阪東通
- 制作協力：松竹芸能
- 制作著作：ABC

| スタブアイコン | サブスタブ | この項目は、まだ閲覧者の調べものの参照としては役立たない、テレビ番組に関連した書きかけの項目です。この項目を加筆・訂正などしてくださる協力者を求めています（P:テレビ/PJ:放送または配信の番組）。 |